# Алое поле (парк)
А́лое по́ле — парк отдыха, расположенный в Центральном районе Челябинска. С 2000 года парк объявлен историческим местом, находится под охраной государства.

## История

### От 80-х годов XIX века до Великой Октябрьской революции
Алое поле существует в Челябинске с 80-х годов XIX века. Тогда на этом месте проходила ярмарка, в связи с чем площадь получила название Ярмарочной. В 1907 году в центре Алого поля началось строительство Александро-Невской церкви, после чего площадь стала именоваться Александровской.

### После 1917 года

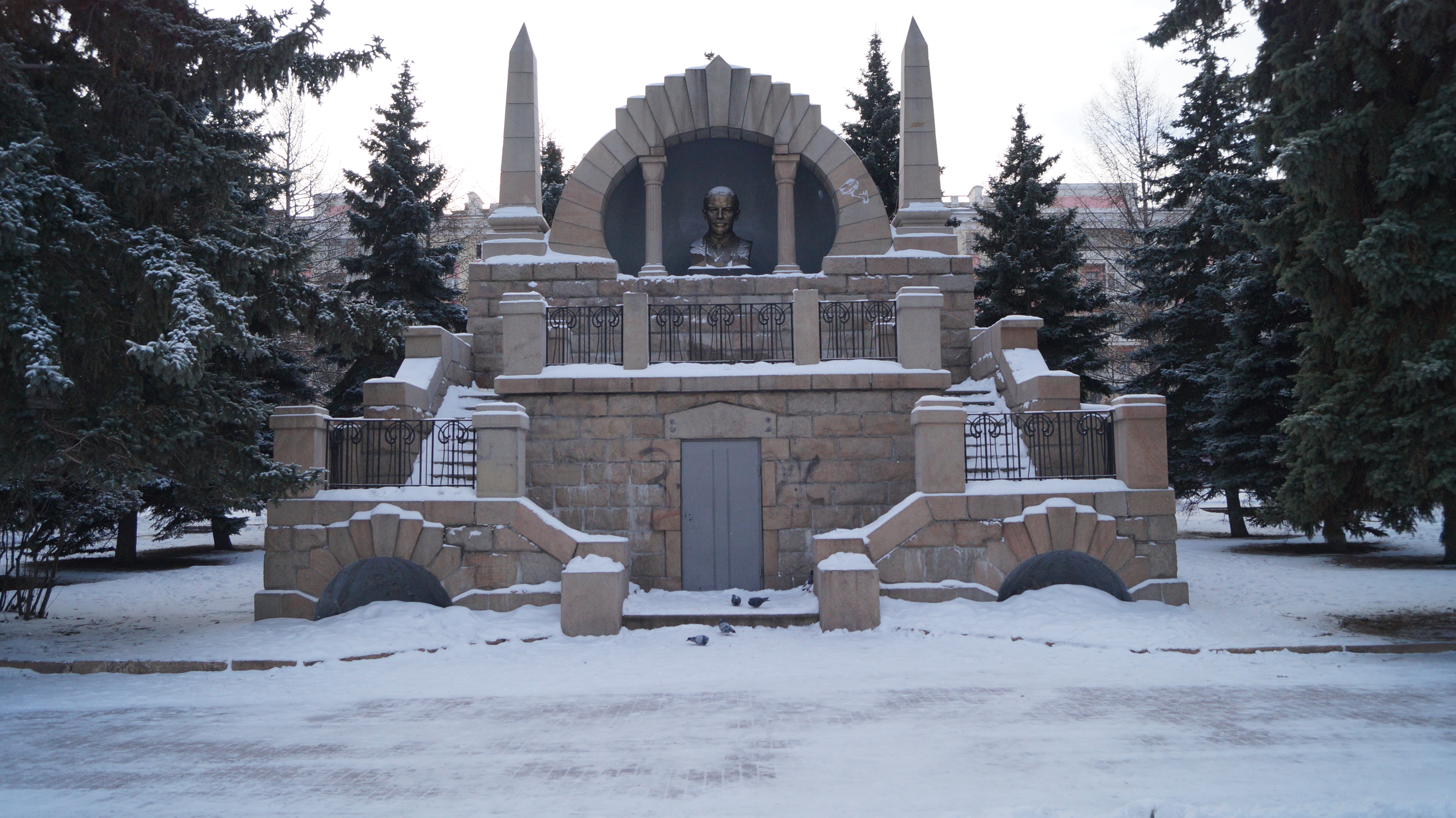
Памятник-мавзолей В. И. Ленину на Алом поле

После Октябрьской революции Александровская площадь, как и многие другие географические объекты Советской России, поменяла своё имя. Своё современное название парк (на тот момент площадь) получил вследствие митинга рабочих челябинских заводов и мастерских в 1905 году, в ответ на «Кровавое воскресенье». Челябинский голова А. Ф. Бейвель приказал разогнать стачку рабочих, возглавляемую большевиками Елькиным и Панфиловым. В результате разгона демонстрации ряд рабочих были ранены, а в народе площадь получила имя «Алой». После смерти В. И. Ленина в 1924 году площади дали имя Ленина. В этот же году был заложен памятник-мавзолей Ленину, внутри которого впоследствии расположилась общественная читальня трудов и сочинений Ленина и Крупской. В 1942 году здесь был открыт детский парк, а позднее площадь Ленина была переименована в площадь имени 30-летия ВЛКСМ. К памятнику-мавзолею Ленину добавились памятники Сталину и Кирову. Между памятником-мавзолеем и остальными памятниками был построен фонтан «Черномор». В 1956 году на площади был открыт дворец пионеров им. Крупской.

### 60-е годы XX века
В 1960-е годы площади вернули название «Алое поле». В 1986 году в парке был открыт мемориал пионерам-героям. На Алом поле стали размещаться аттракционы, беседки и т. д. Был установлен памятник Орлёнку. Бронзовая фигура подростка, одетого во взрослый башлык, папаху с лентой, долгополую шинель и большие сапоги, высотой в 4 метра, стоит на постаменте, облицованном полированным красным житомирским гранитом. Здесь назначают свидания, проводятся различные мероприятия, отсюда начинаются демонстрации и т. д.

### С 1980-х

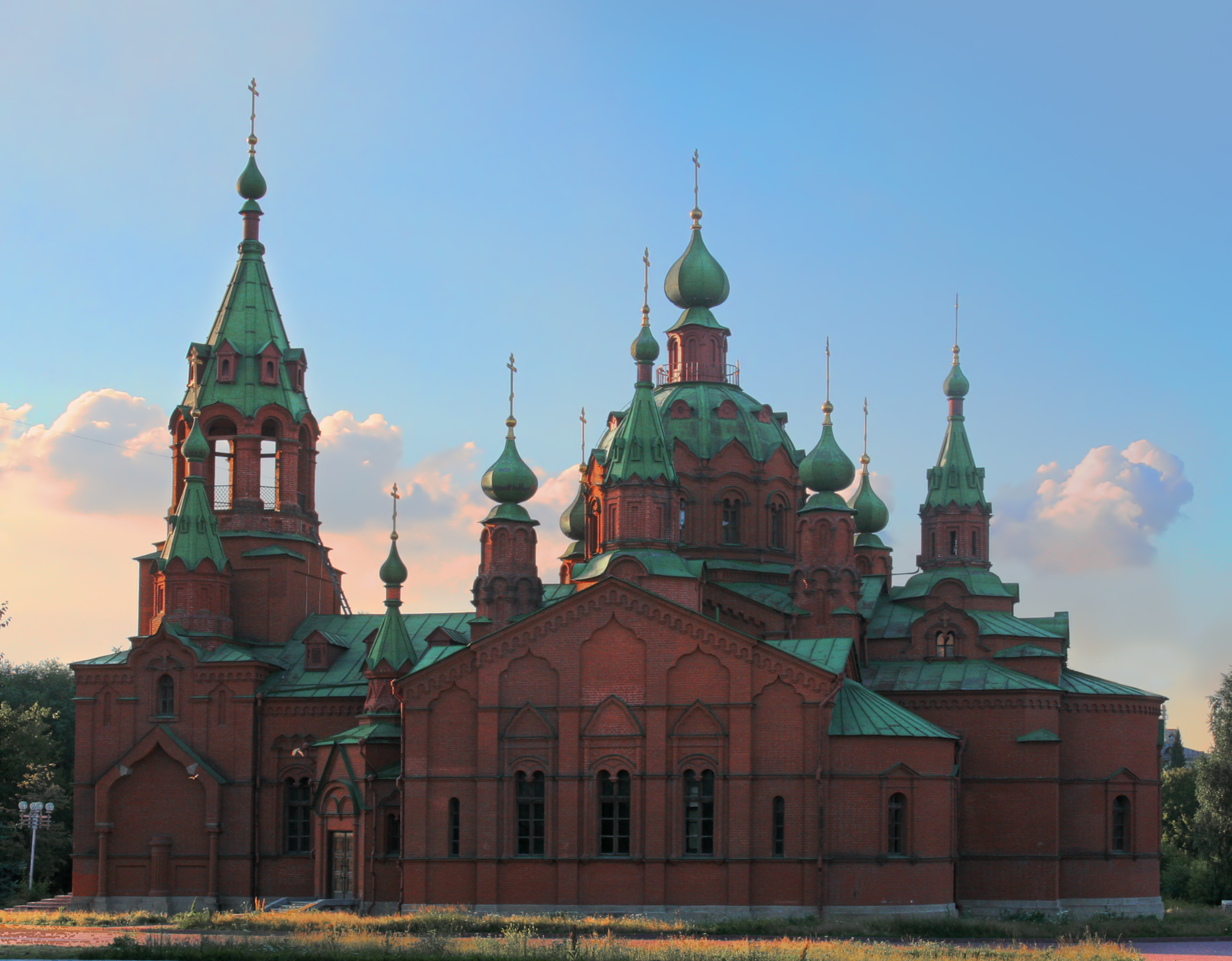
Церковь Святого Князя Александра Невского

В 1986 году Челябинск отмечал своё 250-летие. В честь данного события произошла реконструкция Александро-Невской церкви, был возвращён первоначальный вид храма, надстроены купола. В здании бывшей церкви открылся зал камерной и органной музыки. У Челябинска появился свой орган, сделанный на заказ специально для Челябинска немецкой фирмой Hermann Eule. 16 апреля 2015 года на Алом Поле открыт памятник легендарному советскому разведчику И. А. Ахмерову. В апреле 2016 года безымянной площади, образованной комплексом зданий дворца пионеров им. Крупской, было присвоено официальное название — площадь Разведчиков.
В настоящее время перед Дворцом пионеров планируется поставить памятник «Первая учительница», прообразом которой станет Н. К. Крупская, в честь которой назван дворец. На Алом поле часто проходят публичные мероприятия и демонстрации.

## Названия парка в разные годы
- Ярмарочная площадь (1880-е годы — 1907)
- Александровская площадь (1907—1917)
- Алое поле (1917—1924)
- Площадь имени В. И. Ленина (1924—1942)
- Площадь им. 30-летия ВЛКСМ (1942 — середина 1960-х годов)
- Алое поле (середина 1960-х годов — наши дни)